# Welsh International 2021
Die Welsh International 2021 fanden vom 1. bis zum 4. Dezember 2021 im Sport Wales National Centre in Cardiff statt. Es war die 70. Auflage der offenen internationalen Meisterschaften von Wales im Badminton.

## Sieger und Platzierte
| Disziplin    | Gold                       | Silber                          | Bronze                              |
| ------------ | -------------------------- | ------------------------------- | ----------------------------------- |
| Herreneinzel | Arnaud Merklé              | Siril Verma                     | Mads Christophersen                 |
| Herreneinzel | Arnaud Merklé              | Siril Verma                     | Kiran George                        |
| Dameneinzel  | Hsu Wen-chi                | Wendy Zhang                     | Julie Dawall Jakobsen               |
| Dameneinzel  | Hsu Wen-chi                | Wendy Zhang                     | Freya Redfearn                      |
| Herrendoppel | Kim Gi-jung Kim Sa-rang    | Man Wei Chong Tee Kai Wun       | Rory Easton Zach Russ               |
| Herrendoppel | Kim Gi-jung Kim Sa-rang    | Man Wei Chong Tee Kai Wun       | Boon Xin Yuan Wong Tien Ci          |
| Damendoppel  | Margot Lambert Anne Tran   | Treesa Jolly Gayathri Gopichand | Wendy Chen Gronya Somerville        |
| Damendoppel  | Margot Lambert Anne Tran   | Treesa Jolly Gayathri Gopichand | Anna Cheong Ching Yik Teoh Mei Xing |
| Mixed        | William Villeger Anne Tran | Callum Hemming Jessica Pugh     | Ishaan Bhatnagar Tanisha Crasto     |
| Mixed        | William Villeger Anne Tran | Callum Hemming Jessica Pugh     | Gregory Mairs Jenny Moore           |